# The Infernal Sea
The Infernal Sea ist eine im Jahr 2009 gegründete britische Black-Metal-Band.

## Geschichte
The Infernal Sea wurde im Jahr 2009 gegründet und brachte ihr Debütalbum Call of the Augur drei Jahre nach der Bandgründung in Eigenregie heraus. In den Folgejahren erschienen mit The Crypt Sessions im Jahr 2013 eine EP, sowie zwei Split-Veröffentlichungen mit Disinterred im gleichen Jahr bzw. mit Insideous Art und Serpentine Rites 2014.
Im Dezember des Jahres 2015 wurde die Gruppe von Cacophonous Records, welches bereits spätere Szenegrößen wie Dimmu Borgir, Cradle of Filth, Primordial und Bal-Sagoth zu einer ersten Bekanntheit verhalf, unter Vertrag genommen. Am 16. Februar 2016 erschien mit The Great Mortality das zweite Album der Gruppe.
Mitte September 2020, mehr als vier Jahre nach der Herausgabe ihre zweiten Albums, erschien mit Negotium Crucis nach einem Wechsel zum britischen Label Apocalyptic Witchcraft ihr nunmehr drittes Werk. Unter diesem Label erschien bereits 2017 die EP Agents of Satan.

## Musik
Textlich setzt sich die Gruppe mit der Zeit, in der Europa vom Schwarzen Tod befallen wurde, auseinander und greift dabei auch die menschlichen Abgründe jener Zeit auf. Dieses lyrische Konzept wurde auf dem 2020 veröffentlichten Werk Negotium Crucis fortgesetzt.
Der Gesang von Dean Lettice wird kalt, rau und verstörend beschrieben und wecke dabei Erinnerungen an den kreischenden Gesang der alten norwegischen Schule. In der Musik, die über weite Strecken dem klassen Black Metal ähnelt, sind vereinzelt Passagen des Black ’n’ Roll heraushörbar.
Bei Live-Konzerten treten die Musiker in langen Kutten auf und tragen Schnabelmasken.

## Diskografie
- 2012: Call of the Augur (Album, Eigenverlag)
- 2013: The Crypt Sessions (EP, Eigenverlag)
- 2013: The Infernal Sea/Disinterred (Split mit Disinterred, Death Mould Recordings)
- 2014: The Infernal Sea/Insideous Art/Serpentine Rites (Split mit Insideous Art und Serpentine Rites, Three Swords Records)
- 2016: The Great Mortality (Album, Cacophonous Records)
- 2017: Agents of Satan (EP, Apocalyptic Witchcraft Recordings)
- 2020: Negotium Crucis (Album, Apocalyptic Witchcraft Recordings; Vertrieb: Cargo Records)